# George Hunter (Boxer)
George Hunter (* 22. Juli 1927 in Brakpan, Südafrika; † 14. Dezember 2004 in Boksburg) war ein südafrikanischer Boxer.

## Amateur
Im Jahre 1948 eroberte Hunter in London mit Punktsiegen über Ray Edwards, Chuck Spieser, Harri Siljander, Mauro Cía und Don Scott die Goldmedaille im Halbschwergewicht bei den Olympischen Spielen und wurde mit dem Val-Barker-Pokal ausgezeichnet.

## Profi
Bei den Profis gestaltete er sein Debüt siegreich und gewann in seinem sechsten Kampf, im Jahre 1949, den vakanten South African – Transvaal (White) Title. Im selben Jahr wurde er mit einem klassischen K.-o.-Sieg in Runde 10 gegen Fred Vorster Südafrikanischer Meister. Sein letzter Kampf fand am 10. April 1954 statt, den er durch K. o. in Runde 2 gegen Dries Niemann verlor.